# فرانكي غافين
فرانكي غافين (بالإنجليزية: Frankie Gavin) (28 سبتمبر 1985 ببرمنغهام في المملكة المتحدة - ) هو ملاكم بريطاني صنّف ضمن فئة وزن الخفيف ووزن خفيف الوسط ‏ ووزن الويلتر. شارك في دورة ألعاب الكومنولث 2006.

## إحصائيات
خاض خلال مسيرته 30 نزالا، فاز في 26 وخسر في 4. فاز بالضربة القاضية في 15 نزالا.

## روابط خارجية
- فرانكي غافين على موقع بوكس ريك (الإنجليزية) (registration required)
- فرانكي غافين على موقع أوليمبيديا (الإنجليزية)